# Craugastor merendonensis
Craugastor merendonensis är en groddjursart som först beskrevs av Schmidt 1933.  Craugastor merendonensis ingår i släktet Craugastor och familjen Craugastoridae. IUCN kategoriserar arten globalt som akut hotad. Inga underarter finns listade i Catalogue of Life.